# گلایشامبرگ
گلایشامبرگ (به آلمانی: Gleichamberg) یک منطقهٔ مسکونی در آلمان است که در روهیلد واقع شده‌است.
 گلایشامبرگ  ۲٬۸۲۲ نفر جمعیت دارد.